# Christine Reinhard
Christina (Christine) Friederica Reinhard, geborene Reimarus, (* 22. Februar 1771 in Hamburg; † 19. Februar 1815 in Paris) war die Ehefrau von Karl Friedrich Reinhard und Chronistin.

## Leben und Wirken
Christine Reimarus war eine Tochter von Johann Albert Heinrich Reimarus und dessen zweiter Ehefrau Sophie. Ihre Eltern, die ihr den Spitznamen „Stinchen“ gaben, legten Wert auf eine umfassende Bildung ihrer Töchter. In dem Wohnhaus der Familie an der Fuhlentwiete in Hamburg fand ein regelmäßiger „Theetisch“ statt, an dem auch Gotthold Ephraim Lessing und Joachim Heinrich Campe teilnahmen und dem Sophie und ihre zehn Jahre ältere Stiefschwester Hannchen schon als kleine Kinder beiwohnten. Die Konversationen der Aufklärer, die bürgerliche Gleichheit und Toleranz für wichtig erachteten und optimistisch waren, Fortschritte erzielen zu können, prägten sie nachhaltig. Gemeinsam mit ihren Eltern äußerte sie sich euphorisch über die Französische Revolution, die sie als neuen Zeitabschnitt der Emanzipation und Freiheit ansah.
Während eines Treffens in ihrem Elternhaus lernte Christine Reimarus 1795 Karl Friedrich Reinhard kennen. Reinhard lebte als Diplomat seit längerer Zeit in Paris und hielt sich als französischer Gesandter in Hamburg auf. Beide heirateten im Oktober 1796. Christina Reinhard liebte ihren Mann aufgrund seiner Persönlichkeit, aber insbesondere wegen seiner politischen Vorstellungen, denen sie vollkommen zustimmte. In den nächsten zwei Jahrzehnten reiste sie mit ihrem Ehemann auf dessen diplomatischen Reisen durch die meisten Länder Europas. Dabei erfüllte sie selbst bedeutende repräsentative Amtsaufgaben. Einige Monate nach der Geburt ihres ersten Sohnes begleitete sie 1797 ihren Mann auf dessen Reise als französischer Gesandter in das Großherzogtum Toskana. Während ihrer Zeit in Florenz schrieb man über sie lobende Oden und Lieder. 1799 zwangen aufkommende antifranzösische Kräfte Christine Reinhard und ihren Mann, der kurz zuvor das Amt des Regierungschefs übernommen hatte, zur nächtlichen Flucht. Während der Überfahrt nach Toulon starb am 23. Juli 1799 der entkräftete Sohn, der im Beisein seiner Mutter im Meer beigesetzt wurde.
Das Ehepaar ging nach Paris, wo Karl Friedrich Reinhard im Juli 1799 das Amt des Übergangsaußenministers übernahm, das er bis zum 7. November desselben Jahres ausübte. Christine Reinhard dokumentierte die politischen Erfolge, die Regierungszeit und Kriege Napoléon Bonapartes. Sie begleitete ihren Mann 1800 als Diplomatin im Auftrag des französischen Kaisers in die Schweiz und kehrte 1802 nach Hamburg zurück. Hier bekam sie eine Tochter und einen Sohn. 1806 reiste die Familie in das Fürstentum Moldau und floh ein Jahr später über Russland nach Frankreich. Von 1808 bis 1813 lebte das Ehepaar in Kassel. In der Residenzstadt des Königreichs Westphalen übernahmen sie letztmals gemeinsame diplomatische Aufgaben.
Nach dem gescheiterten Russlandfeldzug und dem Rückzug französischer Truppen flohen Christine und Karl Friedrich Reinhard im November 1813 nach Paris. Hier starb Christine Reinhard, die Johann Wolfgang Goethe als gute Mutter, „belesen, politisch und schreibselig“ einschätzte, nach einem starken Fieberanfall. Am 22. Februar 1815 fand ihre Beisetzung auf dem Friedhof Père-Lachaise statt.
Reinhards Enkelin Marie Maximilienne Antoinette Louise von Wimpffen gab 85 Jahre nach dem Tod Christine Reinhards deren umfangreiche Briefe in französischer Sprache in den Druck. Une femme de diplomate. Lettres de madame Reinhard à sa mère 1798–1815 gilt bis heute als eine beeindruckende Lektüre.